# 黑晴平鮋
黑晴平鮋（學名：Sebastes melanops）為平鮋科平鮋屬的其中一種，溫帶海水魚，分布於東太平洋阿拉斯加至墨西哥下加利福尼亞海域，棲息深度0－366公尺，體長可達60公分，棲息在岩石底質底層水域，卵胎生，幼魚為漂浮性，成群活動，生活習性不明，可做為食用魚及觀賞魚。